# Frank Lautenberg
Frank Raleigh Lautenberg (Paterson, Nova Jersey, 23 de janeiro de 1924 — Nova Iorque, 3 de junho de 2013) foi um empresário e político dos Estados Unidos que exercia o cargo de senador por Nova Jersey, eleito pelo Partido Democrata.
Em dezembro de 2009, propôs uma medida em retaliação ao Brasil, que suspendia a votação que estabeleceria isenção tarifária para exportações brasileiras por um ano para os Estados Unidos, devido à decisão do Supremo Tribunal Federal (STF) do Brasil de manter a guarda do menino Sean Goldman com a família materna. Essa moção foi retirada por Lautenberg depois que o STF voltou atrás em sua decisão.
Morreu em Manhattan de pneumonia viral, em 3 de junho de 2013. Era, à época, o senador mais idoso dos Estados Unidos.